# Clara (Uruguay)
Clara ist eine Ortschaft in Uruguay.

## Geographie
Clara befindet sich auf dem Gebiet des Departamento Tacuarembó in dessen Sektor 3 in der Cuchilla de Clara. In Nordwest-Südost-Richtung fließt der Arroyo de Clara südlich am Ort vorbei. Nächstgelegene Ansiedlungen sind La Hilera im Nordnordosten sowie Curtina im Westnordwesten. Im Süden Claras erstreckt sich die Cuchilla de los Once Cerros.

## Infrastruktur
Durch den Ort führt die Ruta 59.

## Einwohner
Die Einwohnerzahl von Clara beträgt 160 (Stand: 2011), davon 96 männliche und 64 weibliche. Für die vorhergehenden Volkszählungen von 1963 bis 1996 sind beim Instituto Nacional de Estadística de Uruguay keine Daten erfasst worden.
| Jahr | Einwohner |
| ---- | --------- |
| 1963 | -         |
| 1975 | -         |
| 1985 | -         |
| 1996 | -         |
| 2004 | 145       |
| 2011 | 160       |

Quelle: Instituto Nacional de Estadística de Uruguay